# Stumm (Band)
Stumm war eine 2003 in Turku gegründete Sludge- und Drone-Doom-Band, die sich 2010 auflöste.

## Geschichte
Heikki Jytilä, Helena Hiltunen und Jukka Mattila gründeten Stumm im Herbst 2003, laut Pressetext um „langsamen, primitiven und hasserfüllten Sludge zu spielen.“ Die Mitglieder der Gruppe wurden einander von Earl of Void von Reverend Bizarre vorgestellt, nachdem Mattila mit diesem über den Wunsch eine Band zu gründen gesprochen hatte.
Nach zwei Demoveröffentlichungen, die im Proberaum und bei einem Auftritt der Gruppe entstanden, sowie einigen Konzerten, überwiegend in Turku und Umgebung erlangten Stumm einen Vertrag mit dem britischen Label Aesthetic Death Records, für welches die Gruppe ein Album einspielte. Der Kontakt zu Aesthetic Death entstand, während Stumm im Vorprogramm von Esoteric auftraten. Mattila gab dem Labelinhaber Stu Gregg, der Merchandisingartikel während des Konzerts verkaufte, eine der Demoaufnahmen mit, woraufhin Gregg später Interesse an einer Veröffentlichung der Gruppe bekundete.
Das Debütalbum I wurde im Jahr 2005 binnen zwei Tagen aufgenommen und von James Plotkin (O.L.D., Lotus Eaters, Khanate) gemastert. Es erschien international als CD über Aesthetic Death und als limitierte Schallplatte über Blind Date Records im Februar 2006. In den folgenden Jahren trat Stumm häufig in Finnland und gelegentlich im umliegenden Ausland auf. Als offizielle Veröffentlichungen folgten dem Debüt 2007 zwei Split-EPs, mit Loinen für Kult of Nihilow sowie mit Taunt für Calculon Records. Nach sieben aktiven Jahren trennte sich die Gruppe 2010. Vornehmlich Sänger und Gitarrist Jukka Mattila blieb, über das Bestehen von Stumm hinaus, mit den Gruppen Throat und A.M. musikalisch aktiv. Nach dem Ende der Gruppe veröffentlichte das finnische Label Kaos Kontrol 2014 eine auf 100 Exemplare limitierte Kassettensammlung mit allen existierenden Aufnahmen der Gruppe, die nicht auf I erschienen, unter dem Titel Stumm is Dead.

## Stil
Der Stil der Gruppe wird überwiegend als Mischung aus Sludge und Drone Doom umschrieben. Als weitere Einflüsse werden von der Band sowie von Rezensenten Hardcore Punk, Crustcore, Grindcore, Post-Hardcore, Doom Metal, Black Metal, Death Metal, Death Industrial und Power Electronics benannt.
Die Musik wird als schwerer, langsamer Metal, der mit vielen Rückkopplungen versehen ist, beschrieben. Die Band wird gelegentlich mit den Gruppen Grief, Corrupted und Noothgrush verglichen. Mattila räumt einen Bezug zu diesen Gruppen, und die Möglichkeit deren Einfluss im Riffing zu hören, ein. Das Schlagzeugspiel wird als besonders schwer bezeichnet, der Gesang hingegen als gequältes und schmerzhaftes Brüllen.

## Diskografie
- 2004: Regressive and No Talent Whatsoever (Demo)
- 2005: 111204-050205 (Demo)
- 2006: I (Album,  Aesthetic Death Records)
- 2007: Stumm / Taunt (Split-EP, Calculon Records)
- 2007: Loinen / Stumm (Split-EP, Kult of Nihilow)
- 2014: Stumm is Dead (Kompilation, Kaos Kontrol)